# Microdesmis camerunensis
Espèce
Classification APG III (2009)
Microdesmis camerunensis est une espèce de plantes à fleurs de la famille des Pandaceae. C'est un arbuste présent au Cameroun et au Gabon, qui a été décrit par le botaniste belge Jean Léonard en 1961.

## Habitat
Il pousse dans les forêts du Cameroun et du Gabon à des altitudes entre 200 et 400 mètres.